# Security Breach: Fury's Rage
Security Breach: Fury's Rage è un videogioco picchiaduro a scorrimento sviluppato da Scott Cawthon e facente parte della serie Five Nights at Freddy's.

## Modalità di gioco
Il gioco si apre con un filmato  che mostra Scott Cawthon nel suo letto mentre ha un incubo causato dal suo terrore dall'idea di ciò che i fan della saga faranno quando scopriranno che la data di rilascio di Five Nights at Freddy's: Security Breach è stata posticipata di nuovo, e ha così l'idea di creare un nuovo gioco per loro, e pensa ad un possibile nome.
Terminato il filmato, inizia il gioco vero e proprio. Il giocatore nei panni di Freddy, Monty, Roxanne o Chica deve superare dei livelli sconfiggendo i nemici incontrati. Ognuno dei personaggi ha le sue statistiche. È possibile saltare, attaccare, bloccare e usare l'attacco speciale e può anche essere generato Animdude affinché aiuti nei combattimenti. Sconfiggendo i nemici e raccogliendo oggetti, il giocatore può guadagnare più EXP ed è in grado di salire di livello una volta raggiunti determinati certi obiettivi. Alla fine di ogni livello c'è una lotta contro un boss che, una volta sconfitto, si potrà passare al livello successivo. In totale vi sono quattro livelli, più un quinto livello segreto in modalità difficile. Il primo livello è ambientato per strada, il secondo ha riferimenti a Freddy Fazbear's Pizzeria Simulator, il terzo è ambientato all'interno del Freddy Fazbear's Mega Pizzaplex, il nuovo ristorante che comparirà in Security Breach e il quarto è ambientato nelle sue strutture sotterranee, con Vanny come boss. Il quinto livello è invece ambientato in una sala di controllo a tema spaziale, con un boss finale pieno di riferimenti Five Nights at Freddy's 4, come le serrature sul corpo e l'interno, che ricordano per l'appunto la misteriosa scatola che appare alla fine del quarto gioco.

### Finali
Terminato il gioco in modalità normale, viene visualizzata una schermata in cui i personaggi protagonisti guardano all'orizzonte, mentre una scritta dice che, sebbene la battaglia sia stata vinta, temono che sia stata solo una distrazione e che pericoli peggiori li attendono. Nonostante ciò, rimangono positivi e speranzosi per il futuro.
Completando il gioco in modalità difficile viene visualizzato un filmato in cui Scott mette fuori dalla sua casa un cartello su cui c'è scritto Mi dispiace.

## Sviluppo
Il gioco è stato rilasciato il 28 aprile 2021. Cawthon ne ha annunciato il rilascio tramite un post su Reddit, nel quale spiegava di averlo creato così da non lasciare i fan a mani vuote in seguito alla posticipazione del rilascio di Security Breach. Il gioco doveva infatti uscire inizialmente per Natale del 2020, ma le dimensioni maggiori del previsto del gioco e l'impatto della pandemia di COVID-19 lo avevano costretto a ritardare il rilascio al 2021, e ad aprile ha ritardato di nuovo il gioco, stavolta nel tardo 2021, in modo da dare più tempo per perfezionarlo.